# Deprea nubicola
Deprea nubicola là loài thực vật có hoa trong họ Cà. Loài này được N.W.Sawyer mô tả khoa học đầu tiên năm 2007.